# Mennica w Lubowli
Mennica w Lubowli – mennica zorganizowana w stolicy starostwa polskiego na Spiszu, działająca w okresie władzy w starostwie sprawowanej przez Henryka Brühla (1757–1763), zniszczona w 1769 r. przez konfederatów barskich. Jej odbudowie sprzeciwiły się w 1770 r. władze węgierskie.